# Stadtkirche Brandis

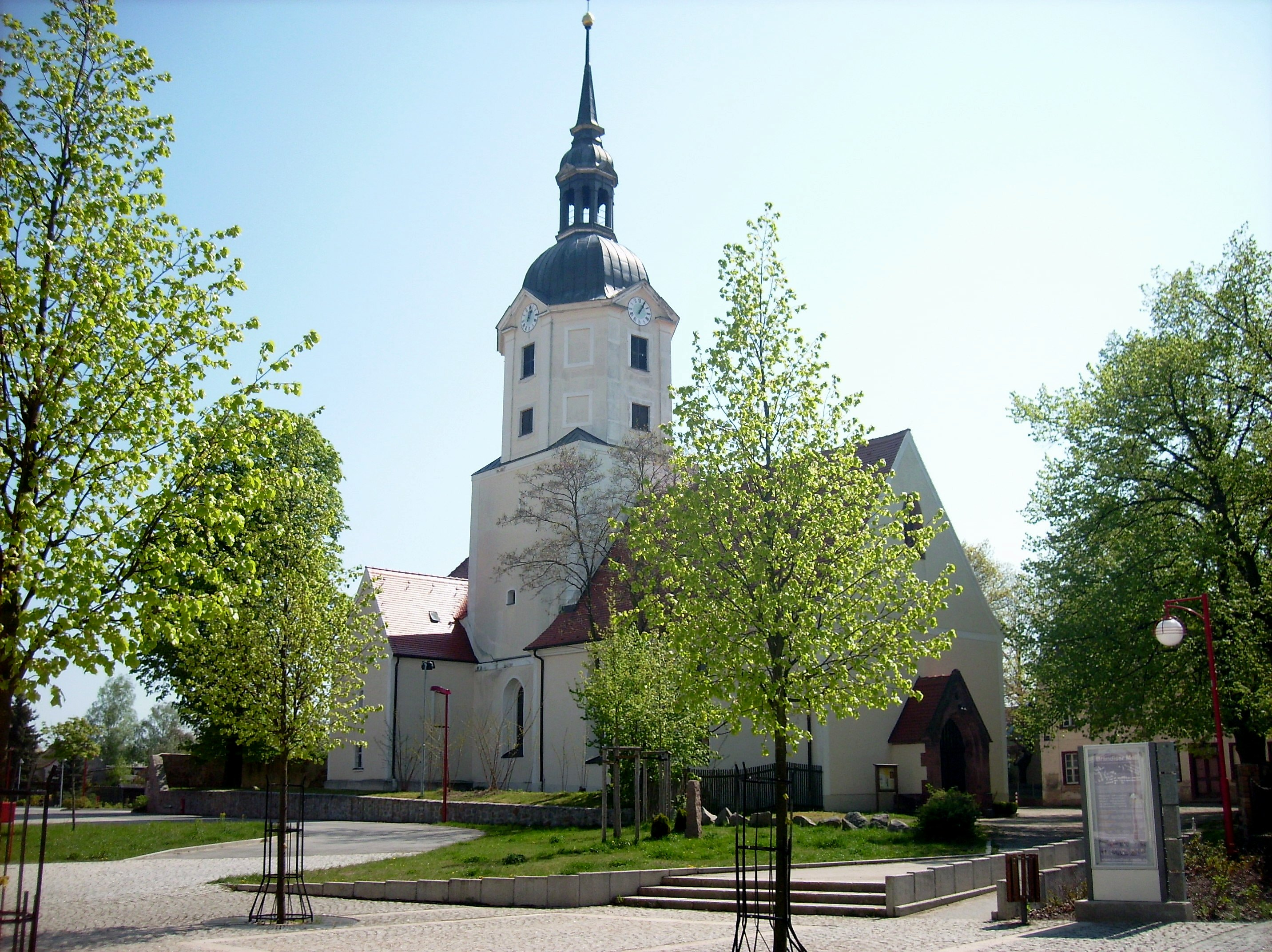
Stadtkirche zu Brandis

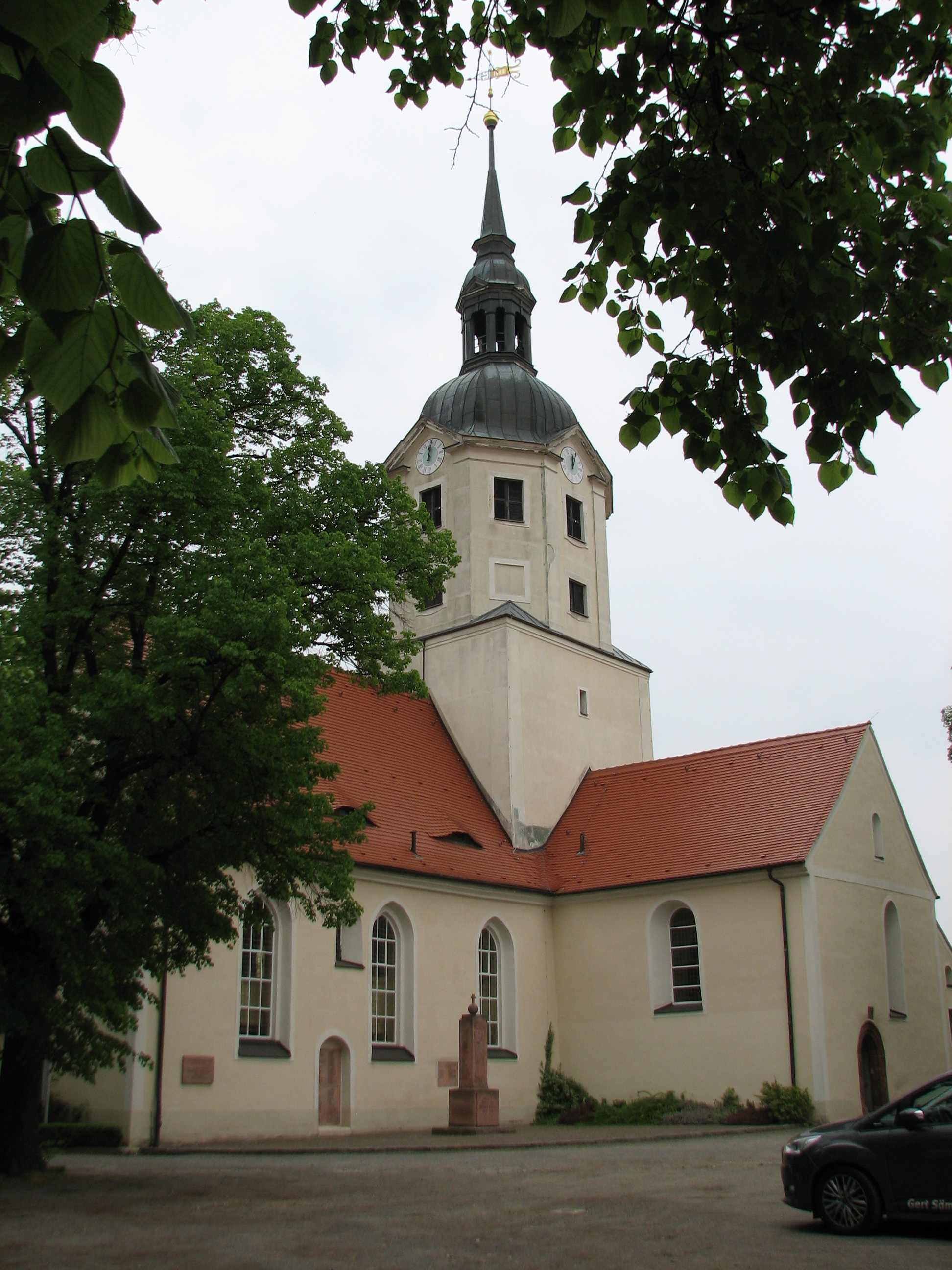
Stadtkirche Brandis, Südwestseite

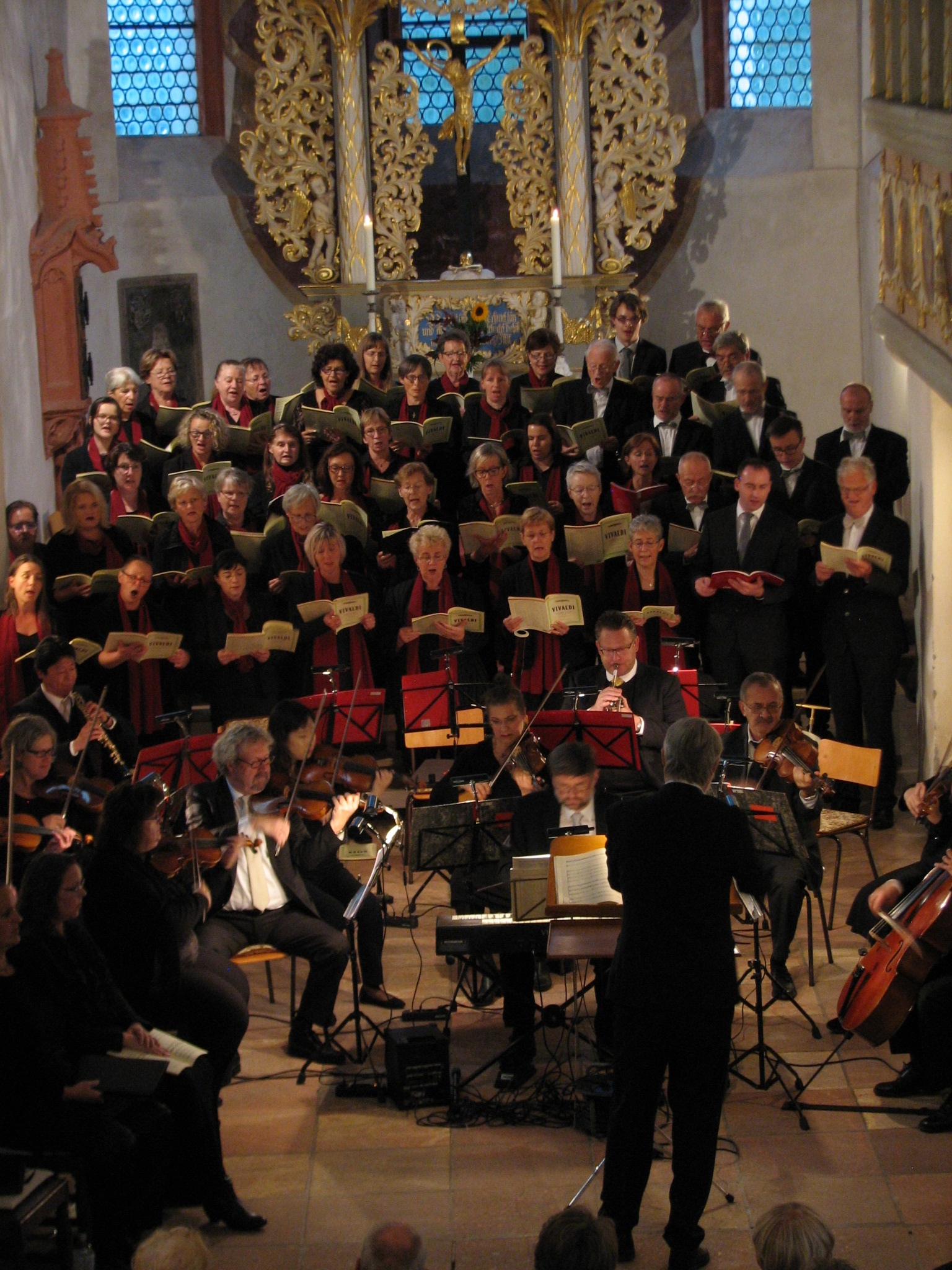
Chorsinfonisches Konzert: Leipziger Symphonieorchester, vier Solisten und Kammerchor Böhlen am 23. September 2018 in der Stadtkirche Brandis

Die Stadtkirche zu Brandis ist das evangelische Kirchengebäude der Evangelisch-Lutherischen Landeskirche Sachsens in Brandis bei Leipzig im Landkreis Leipzig.

## Geschichte
Die Evangelische Stadtkirche in Brandis war ursprünglich eine romanische Chorturmkirche, die Ende des 15. Jahrhunderts eine Chorerweiterung erfuhr. 1570 wurde die Brauthalle und vermutlich die Sakristei angebaut. Das Kirchenschiff der Saalkirche ist flachgedeckt, die Turmhalle ist kreuzgratgewölbt, der Chor hat ein Netzgewölbe.
Die urkundliche Ersterwähnung der Kirche von Brandis geht auf das Jahr 1121 zurück. Aus romanischer Zeit stammen noch Mauerwerksreste des Längsschiffes und die Turmvierung. Romanische Putzreste sind an der östlichen Turmseite im Dachstuhlbereich zu finden; ein kleines romanisches Fenster an der Südseite des Längsschiffes wurde bei der Kirchensanierung nach 1961 freigelegt.
Altarraum und Sakristei stammen aus spätgotischer Zeit, etwa aus der zweiten Hälfte des 15. Jahrhunderts. An der Nordseite des Altarraumes ist ein Sakramentshäuschen, daneben ein Epitaph mit dem Bildnis eines Kindes im geistlichen Gewand, wohl Wolf Ditterich von Korbitz.
Das Querschiff an der Südseite des Turmes stammt aus dem 16. Jahrhundert. Unter dem Anbau liegt die verschlossene Patronatsgruft. An der Ostseite dieses jüngsten Anbaues (Brauthalle) findet sich ein Epitaph für eine böhmische Exulantin, die 1681 in Brandis verstarb. 1637 und 1696 erlebte Brandis zwei große Stadtbrände. 1633 starben 325 Personen an der Pest. Etwa im Jahr 1700 erfolgte die Neuausstattung des Kircheninneren mit Altar, Kanzel, Patronatsloge und Orgel, hauptsächlich durch Stiftungen des Patronatsherren Krafft Burchhard von Bodenhausen. 1732 wurde die Kirche barockisiert: Auf dem Turmquader entstand ein Oktogon mit Welscher Haube, Turmkugel und Wetterfahne. 1741 wurde in den Kirchturm eine Uhr eingebaut, die bis heute besteht und inzwischen elektrisch betrieben wird. Der Taufstein stammt aus dem Jahr 1886.
Die Jahreszahlen der wichtigsten Bau- und Erhaltungsmaßnahmen an und in der Kirche Brandis sind: 1927 Einbau der Gasheizung, 1961–1967 Außenrenovierung, 1962 Restauration der Orgel, 1967–1971 Innenrenovierung, 1984 Elektrifizierung des Geläutes, 1992–1993 Turmsanierung, 1994–1996 Dachstuhlsanierung und Neueindeckung sowie 1997–1999 Außensanierung.
Die Kirche Brandis ist seit 1529 evangelisch-lutherisch.

## Gegenwart
Im Jahr 2020 begann die Innensanierung; die letzte Auffrischung war zwischen 1967 und 1971. Die Beleuchtung, die Lautsprecheranlage und ein Teil der Elektrik wurden erneuert, die Heizung erweitert sowie die Innen- und Außentüren repariert. Wände, Empore und Bänke wurden neu gestrichen. Die Gesamtkosten betrugen mehr als 400.000 Euro.
Am Ostersonntag, 4. April 2021, wurde die Innensanierung mit der Wiederweihe der Kirche offiziell abgeschlossen. Die dortige Fotoausstellung „Gesichter und Geschichte(n)“ ist Auftakt der kirchlichen Veranstaltungen zur 900-Jahr-Feier der Stadt Brandis (Jubiläum am 5. Juni 2021). 2023 wurde die Außensanierung abgeschlossen.

## Kirchgemeinde
Mit Wirkung vom 1. Januar 2020 haben die Evangelisch-Lutherischen Kirchgemeinden Borsdorf-Zweenfurth, Gerichshain-Althen und Panitzsch (seit 1. Januar 2020: Vereinigte Evangelisch-Lutherische Kirchgemeinde Parthenaue-Borsdorf), die Evangelisch-Lutherische St.-Nikolai-Kirchgemeinde Machern und die Evangelisch-Lutherische Kirchgemeinde Püchau-Bennewitz (seit 1. Januar 2020: Vereinigte Evangelisch-Lutherische Kirchgemeinde Machern-Püchau-Bennewitz), die Evangelisch-Lutherische Kirchgemeinde Brandis-Polenz und die Evangelisch-Lutherische Kirchgemeinde Beucha-Albrechtshain im Kirchenbezirk Leipziger Land ein Schwesterkirchverhältnis gegründet. Trägerin der gemeinsamen Pfarrstellen und anstellende Kirchgemeinde gemäß Kirchgemeindestrukturgesetz (§ 2 Abs. 3) ist die Evangelisch-Lutherische Kirchgemeinde Parthenaue-Borsdorf.

## Pfarrer seit 1523
| - 1523 – Eichler, Jakob - 1546 – Alexius, Johann - 1571 – Göderitz, Simon - 1590 – Wilde, Andreas - 1593 – Bennick, Kaspar - 1633 – Wilde, Balthasar - 1667 – Reinhard, Kaspar - 1680 – Hederich, Johann Wolfgang - 1685 – Brunner, Christoph Andreas - 1741 – Corpus, Carl Christlieb - 1761 – Hase, Friedrich Gottlieb - 1800 – Schrader, Gottfried Leopold - 1807 – Pinkert, Carl Christian August Erdmann | - 1841 – Meusel, Friedrich Alexander - 1859 – Hoffmann, Alwin Edmund Julius - 1890 – Müller, Max Oskar - 1919 – Anger, Georg Otto - 1939 – Adner, Ernst *Albert - 1947 – Kleibert, Helmut - 1957 – Bedau, Karl Alexander - 1964 – Nenke, Klaus - 1975 – Schiertz, Manfred - 1999 – Zacher, Christina - 2004 – Seidel, Ulrich - 2015 – Steinert, Christoph |

## Orgel

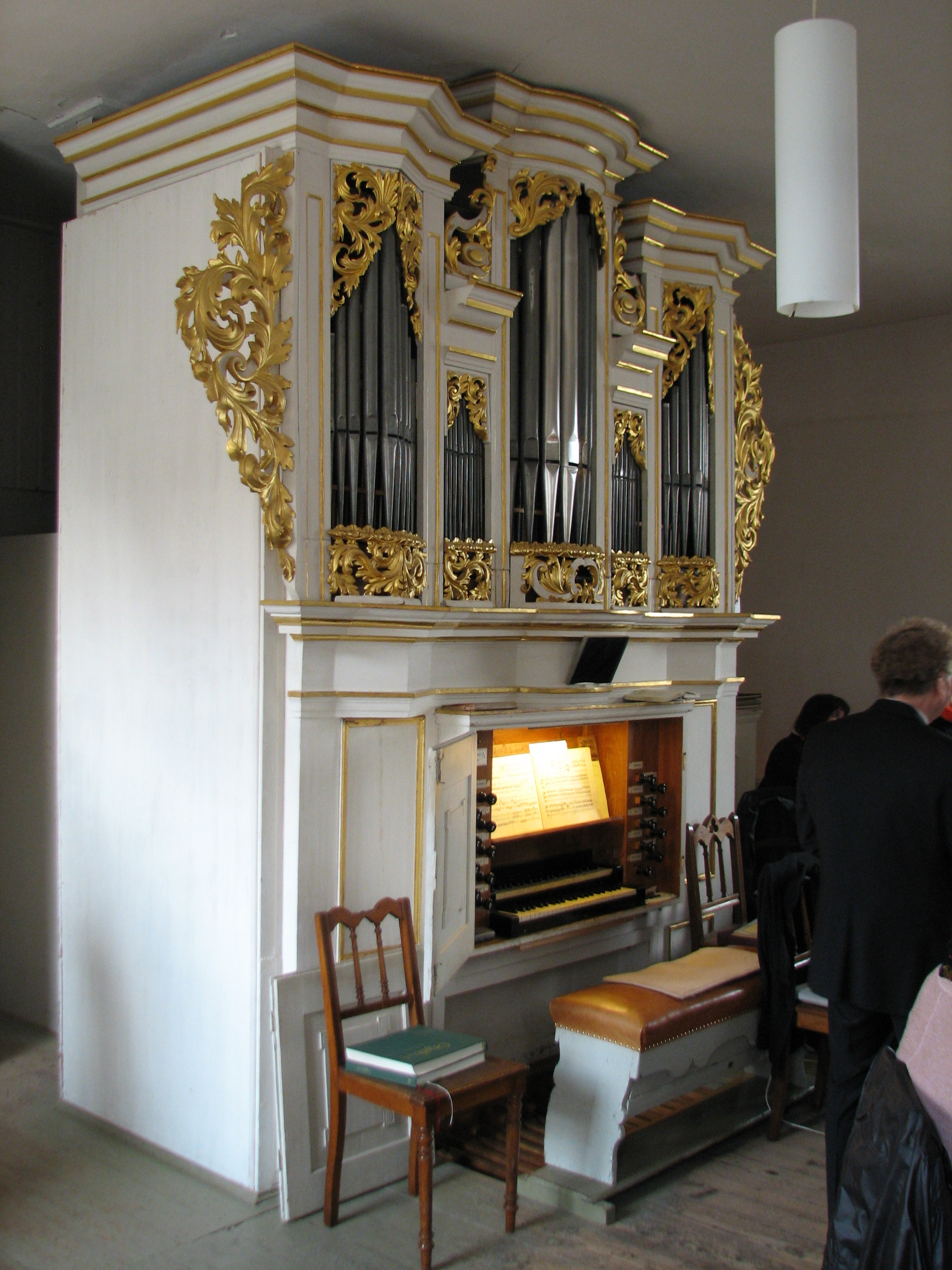
Orgel der Stadtkirche Brandis

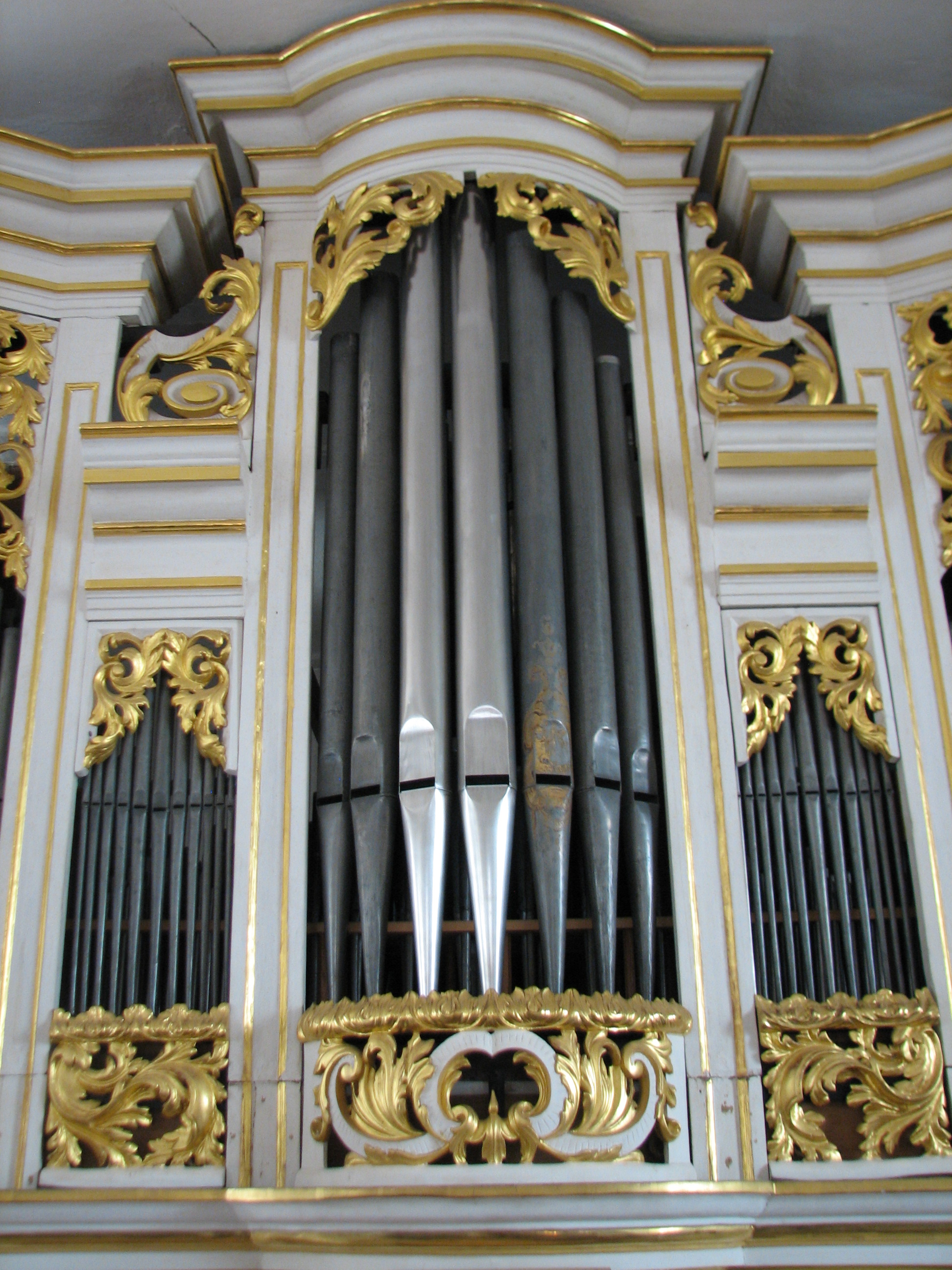
Orgelprospekt (Ausschnitt)

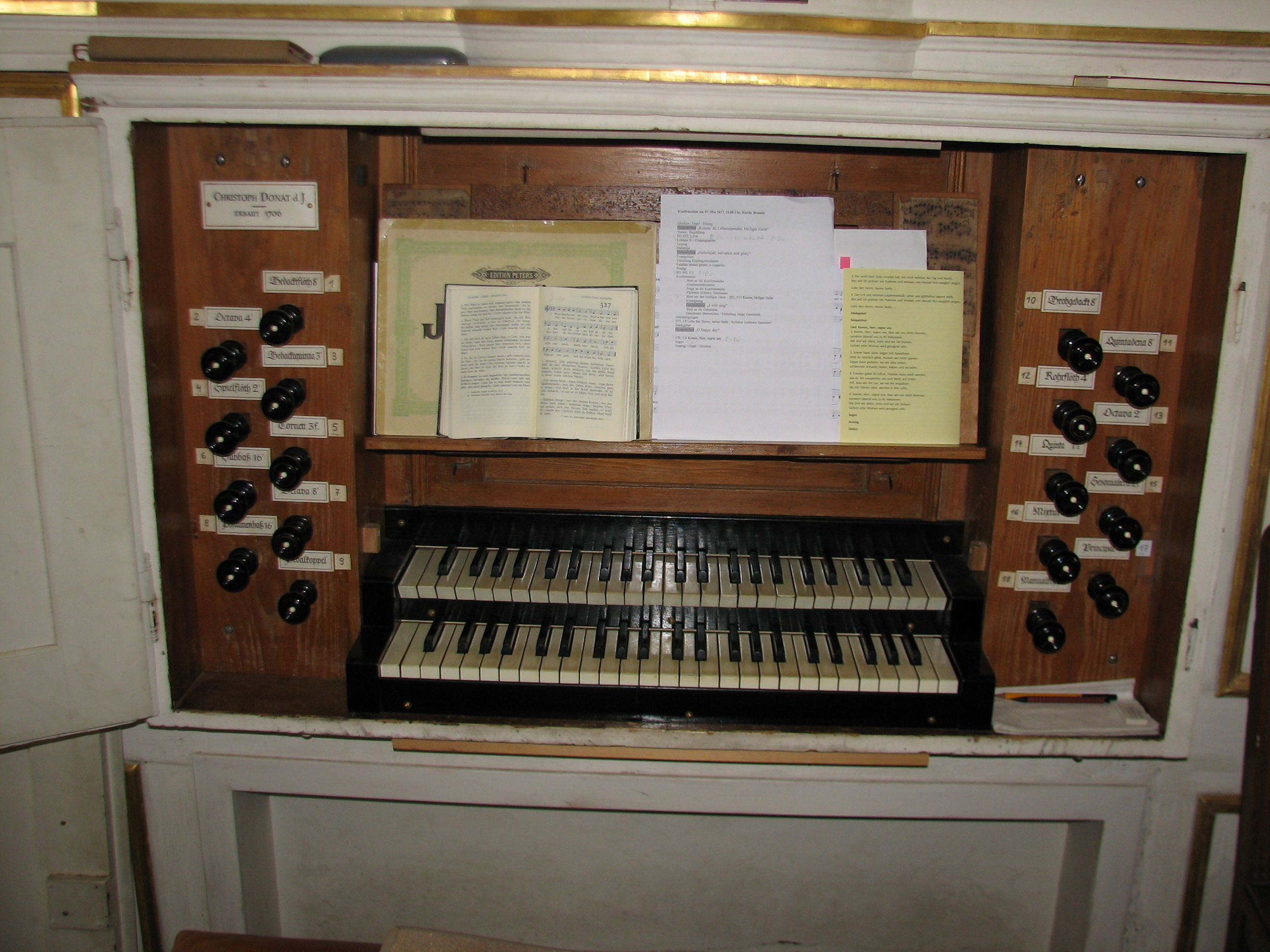
Orgel-Spieltisch mit Manualen und Registerzügen in der Stadtkirche Brandis

1705 baute der fast 80-jährige Leipziger Orgelbaumeister Christoph Donat eine Orgel für die Brandiser Kirche. Sie hat zwei Manuale und Pedal. Das Instrument hat musikhistorisch einen besonderen Wert, da es den Übergang vom Frühbarock zum Hochbarock belegt und die älteste zweimanualige Orgel mit Zwillingswindlade in Sachsen ist. Im Laufe der vergangenen 300 Jahre wurden Veränderungen und mehrfach Reparaturen der Orgel vorgenommen. 1962 gab es die vorletzte größere Reparatur, samt der Versetzung des Pedalwerkes hinter die Orgel, die der Leipziger Orgelbaumeister Hermann Lahmann vornahm.
Etwa die Hälfte des ursprünglichen Bestandes von Christoph Donat ist erhalten und wurde in der Restaurierung von Orgelbaumeister Georg Wünning aus Großolbersdorf von 2006 bis 2007 überarbeitet, repariert und teilweise ergänzt. Die Balganlage auf dem Kirchenboden zur Windversorgung wurde im gleichen Zeitraum instand gesetzt. Um den vollen Klang der Orgel wiederherzustellen, wurden außer den neun originalen Registern von Donat auch fünf Register aus der Zeit von Lahmann wieder eingebaut. Die Wiederweihe erfolgte am zweiten Advent 2007 mit Festgottesdienst und Orgelkonzert.
Die gegenwärtige Disposition ist das Ergebnis zahlreicher Umdisponierungen. Es ist noch etwa die Hälfte des Pfeifenwerks von Donat erhalten. Die Stimmtonhöhe ist gis1 (448 Hz). Die Disposition lautet wie folgt:
| I Hauptwerk CD–c3 |                |       |
| 1.                | Grobgedackt    | 8′    |
| 2.                | Quintadena     | 8′    |
| 3.                | Principal      | 4′    |
| 4.                | Rohrflöte      | 4′    |
| 5.                | Octave         | 2′    |
| 6.                | Quinte         | 1 ⁄2′ |
| 7.                | Sequialtera II |       |
| 8.                | Mixtur IV      |       |

| II Hinterwerk CD–c3 |               |    |
| 9.                  | Gedacktflöte  | 8′ |
| 10.                 | Octave        | 4′ |
| 11.                 | Gedacktquinte | 3′ |
| 12.                 | Spielflöte    | 2′ |
| 13.                 | Cornett III   |    |

| Pedal CD–c1 |             |     |
| 14.         | Subbaß      | 16′ |
| 15.         | Oktava      | 8′  |
| 16.         | Posaunenbaß | 16′ |

- Koppeln: II/I, I/P

## Glocken
Das Geläut besteht aus drei Bronze-Glocken: sie wurden in den Jahren 1483 (mit dem Ton h´), 1785 und 1927 gegossen. Die beiden letztgenannten wurden 1955 umgegossen (da die große Glocke einen Sprung hatte und die mittlere klanglich verändert werden sollte) von der Glockengießer-Familie Schilling aus Apolda – sie erklingen seitdem mit den Tönen fis′ und a′.

## Bilder

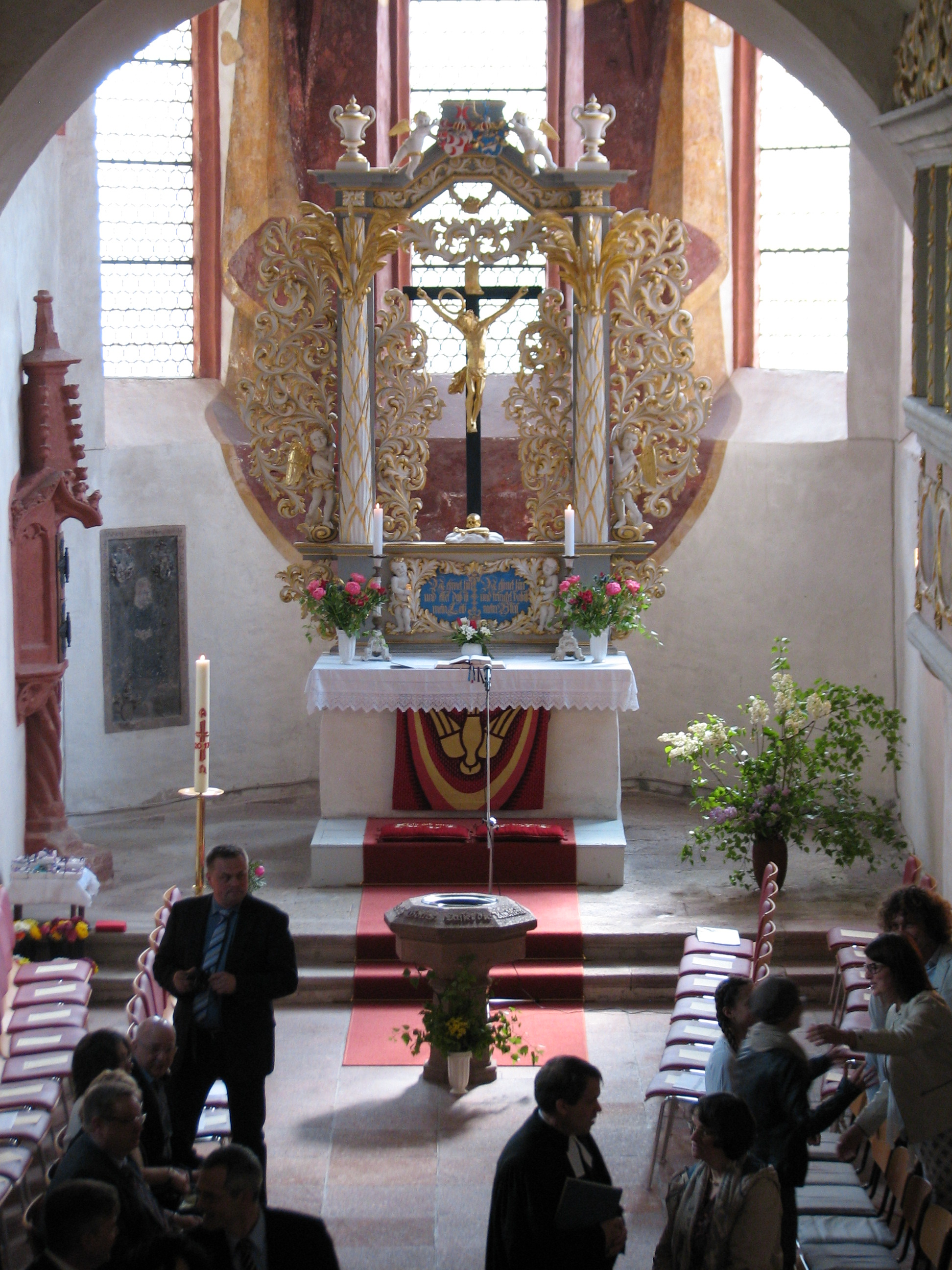
Blick von der Empore zum Altar
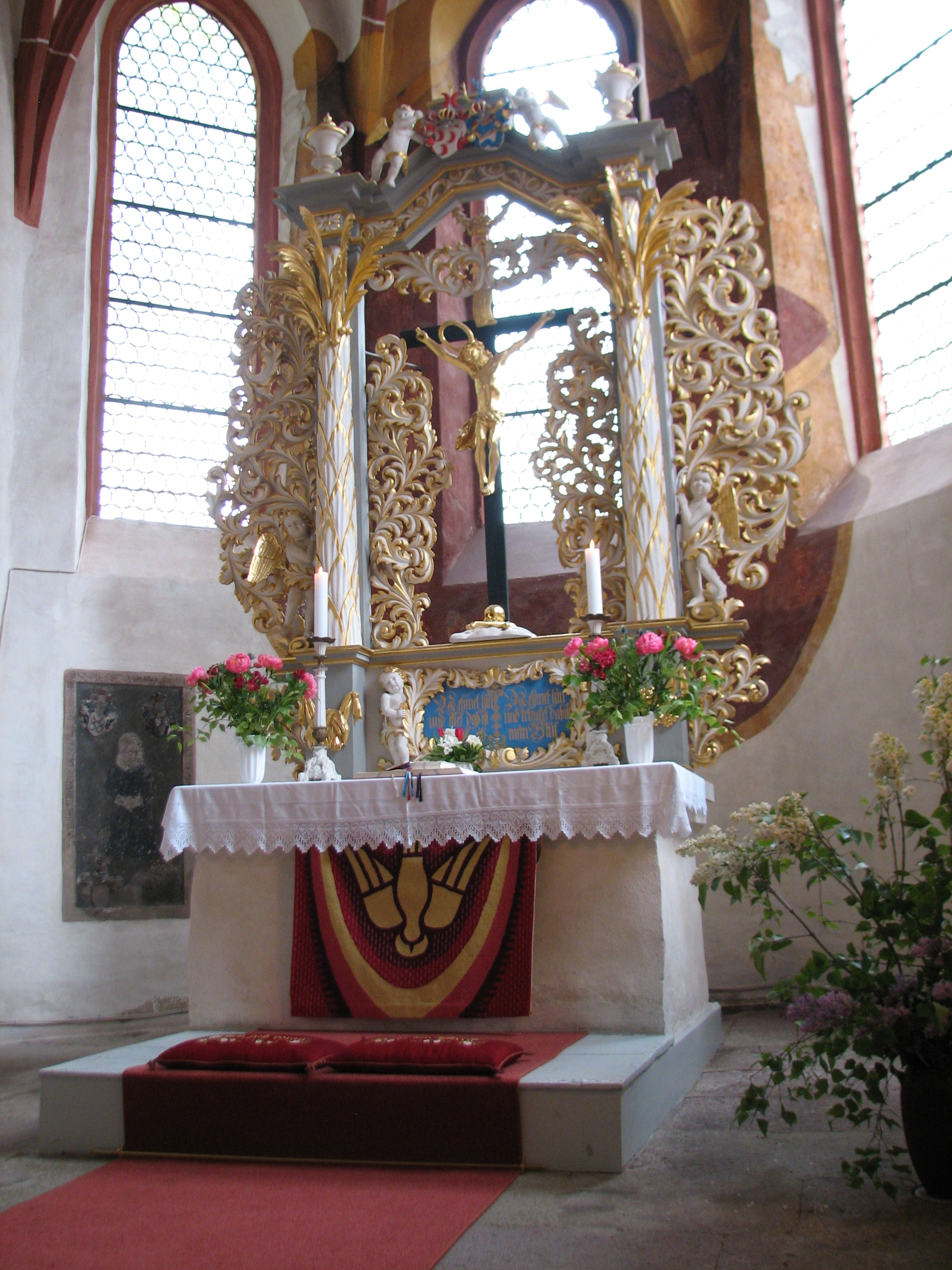
Altar
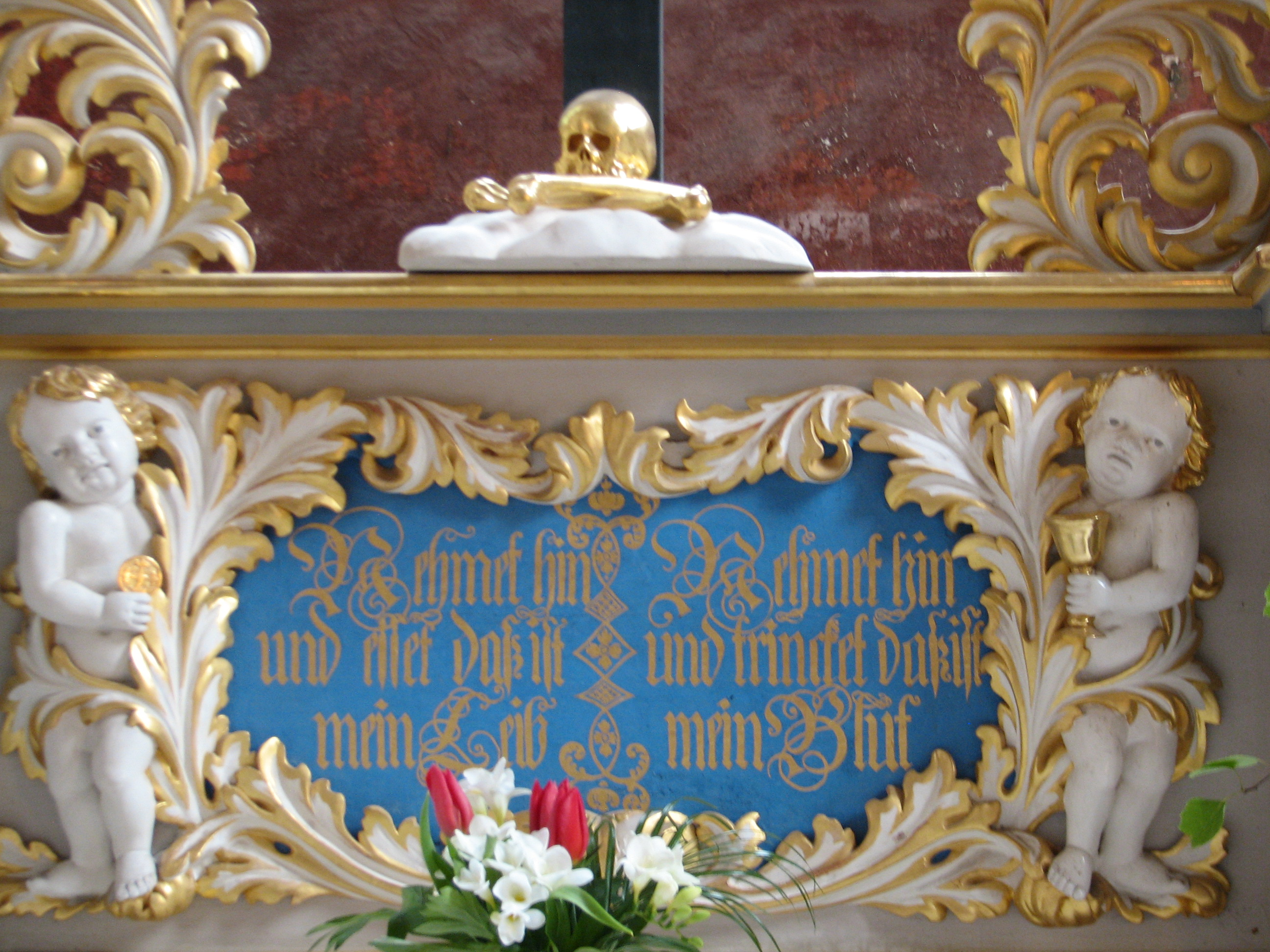
Altar-Detail
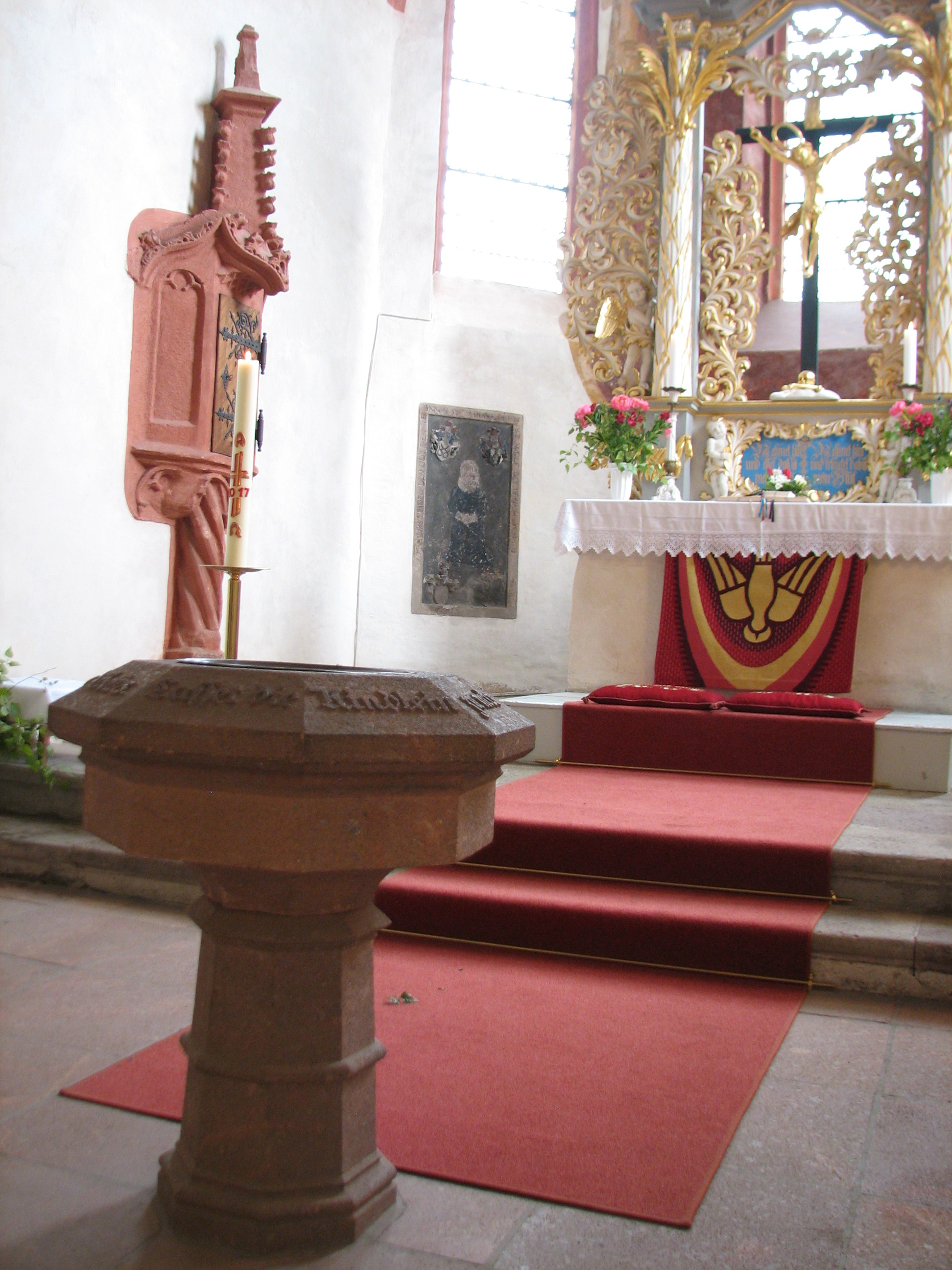
Taufstein und Altar
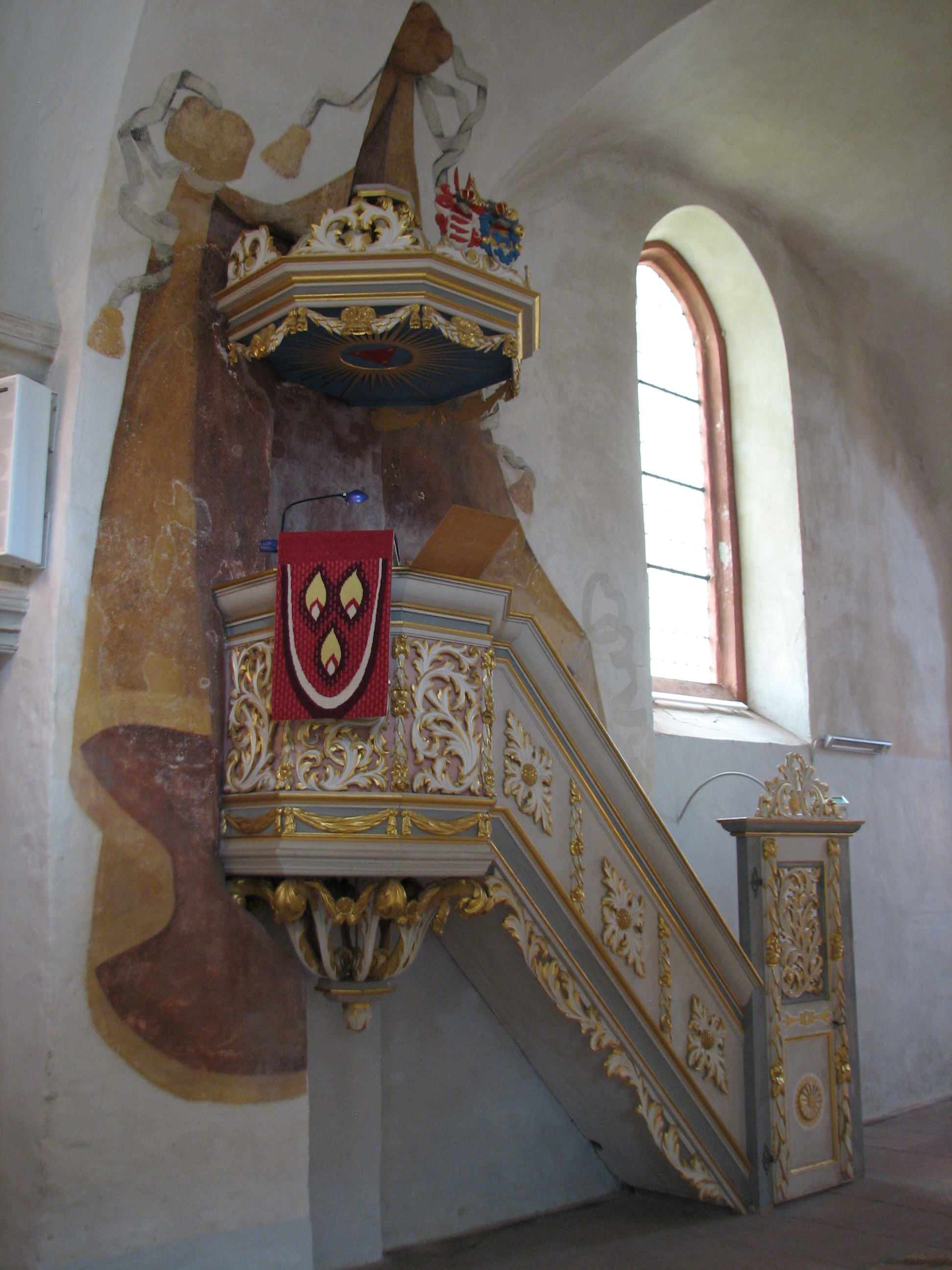
Kanzel
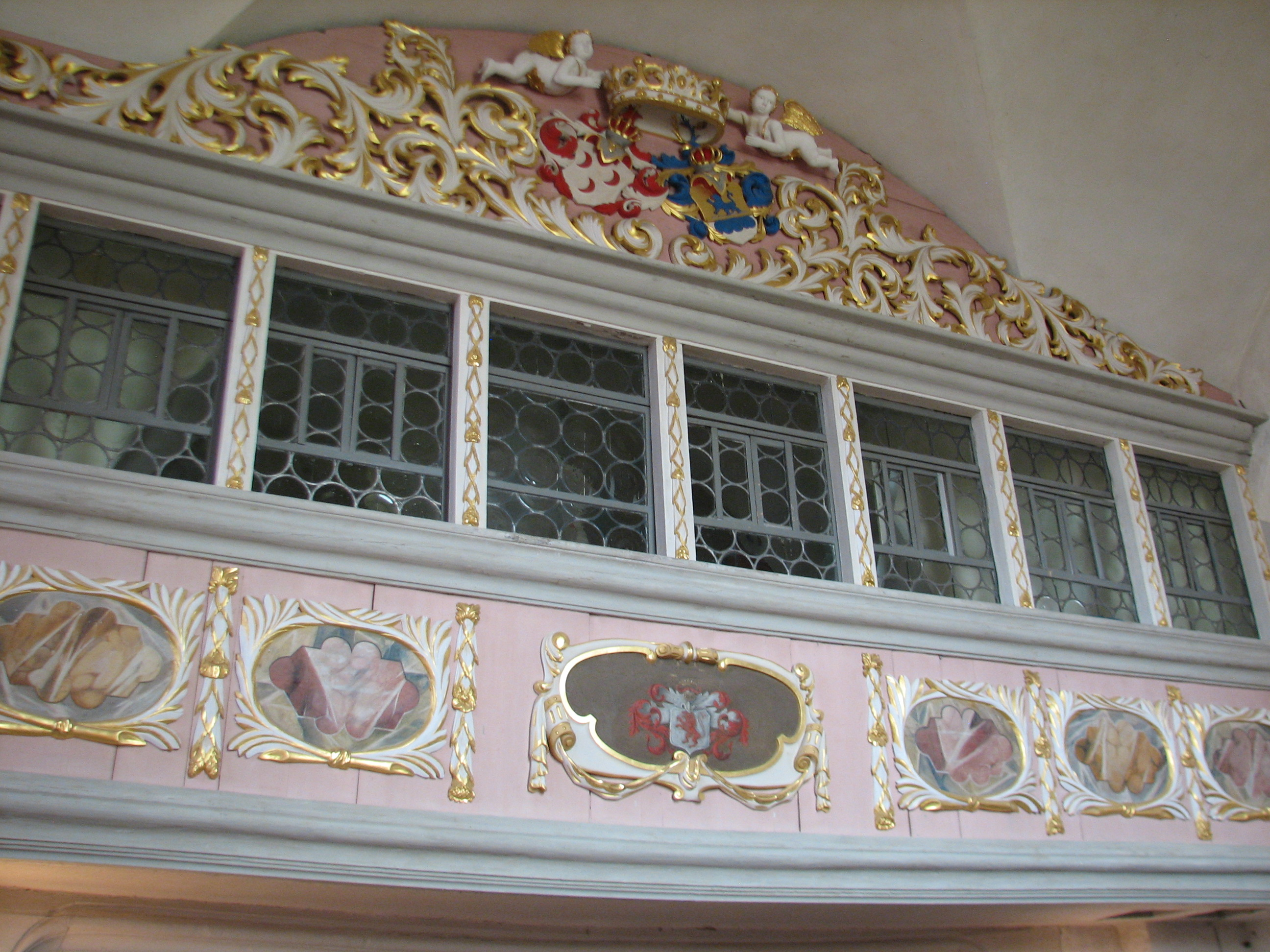
Patronatsloge
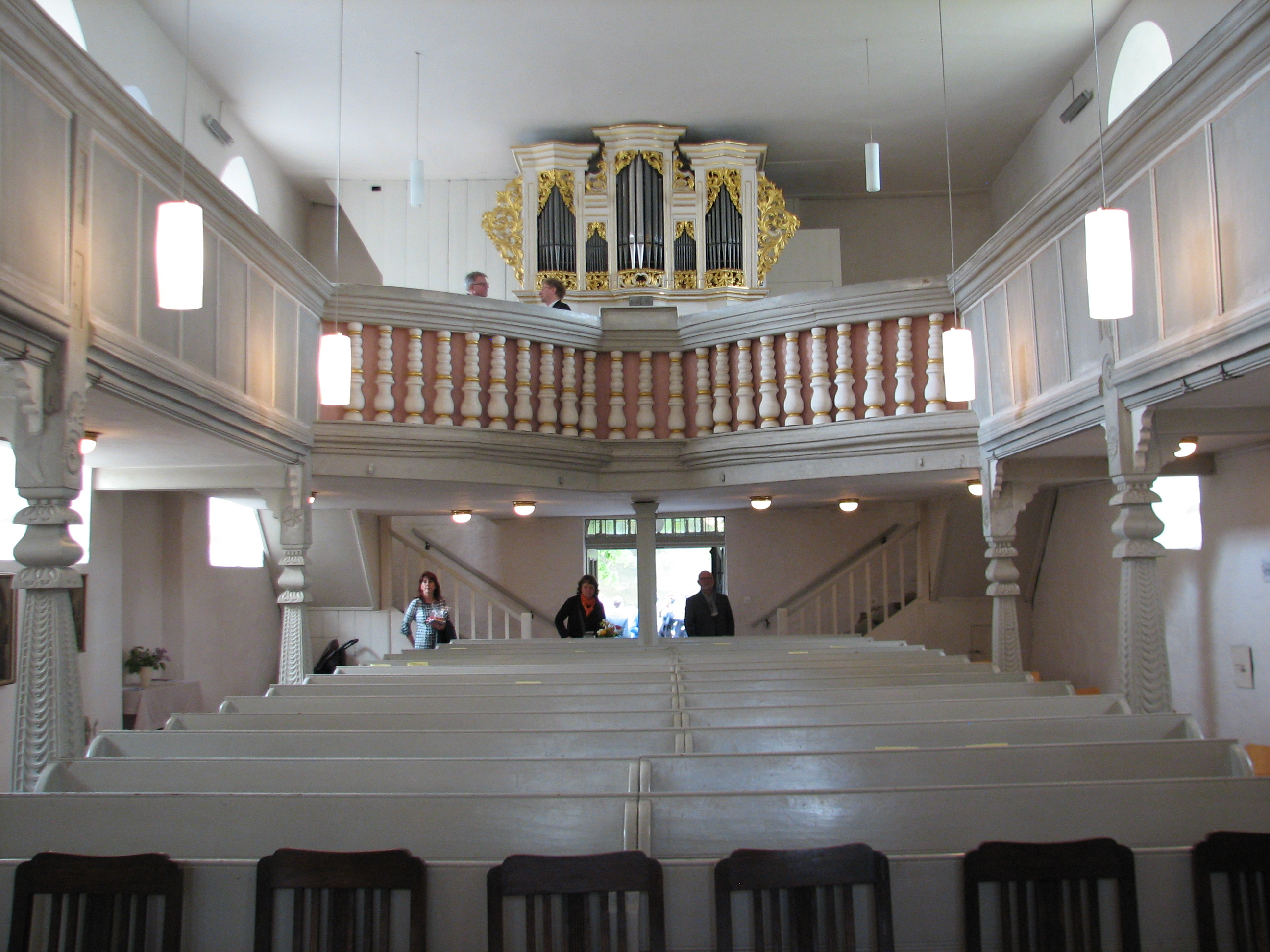
Blick zu Orgel und Empore
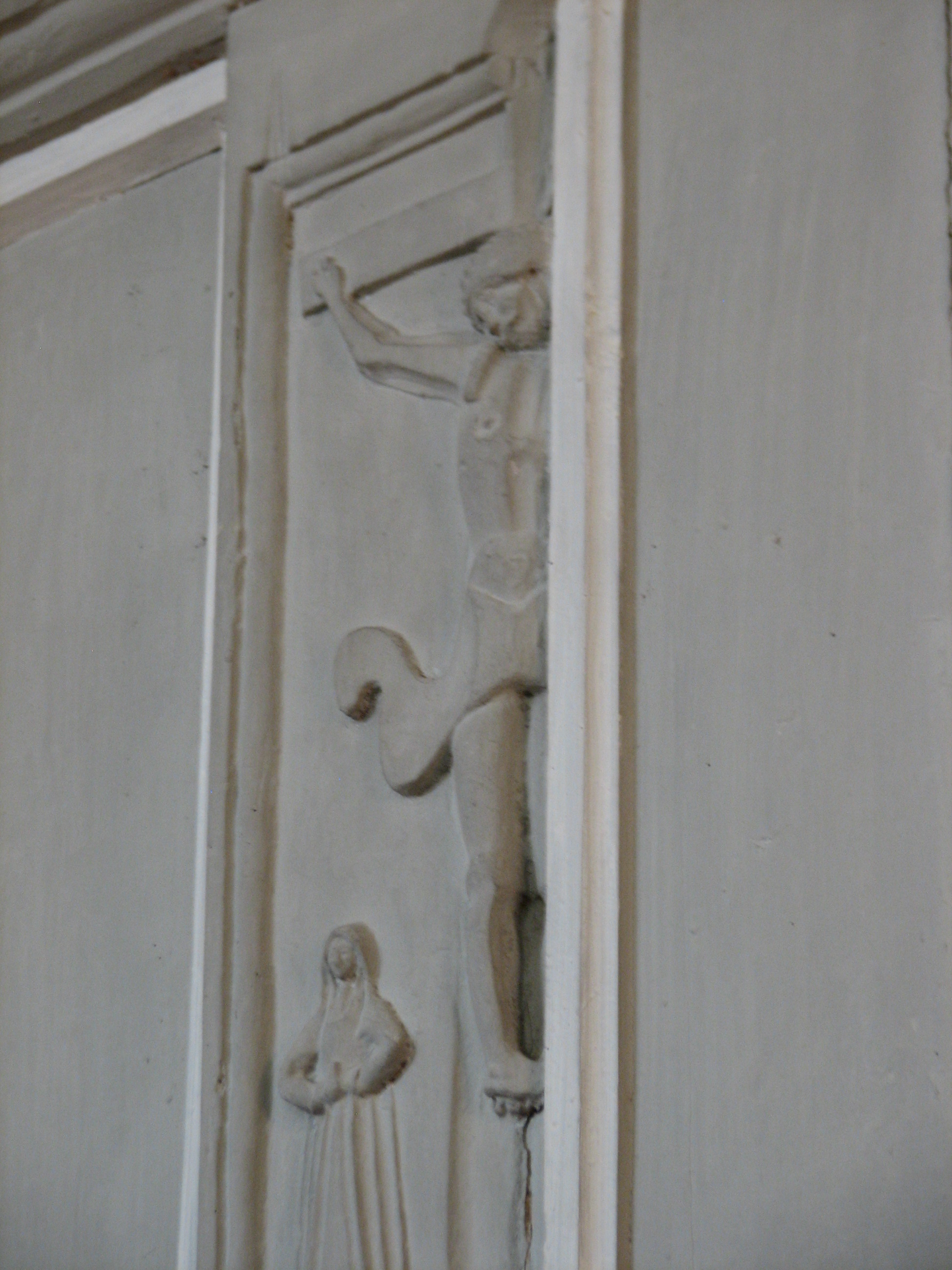
Emporendetail I
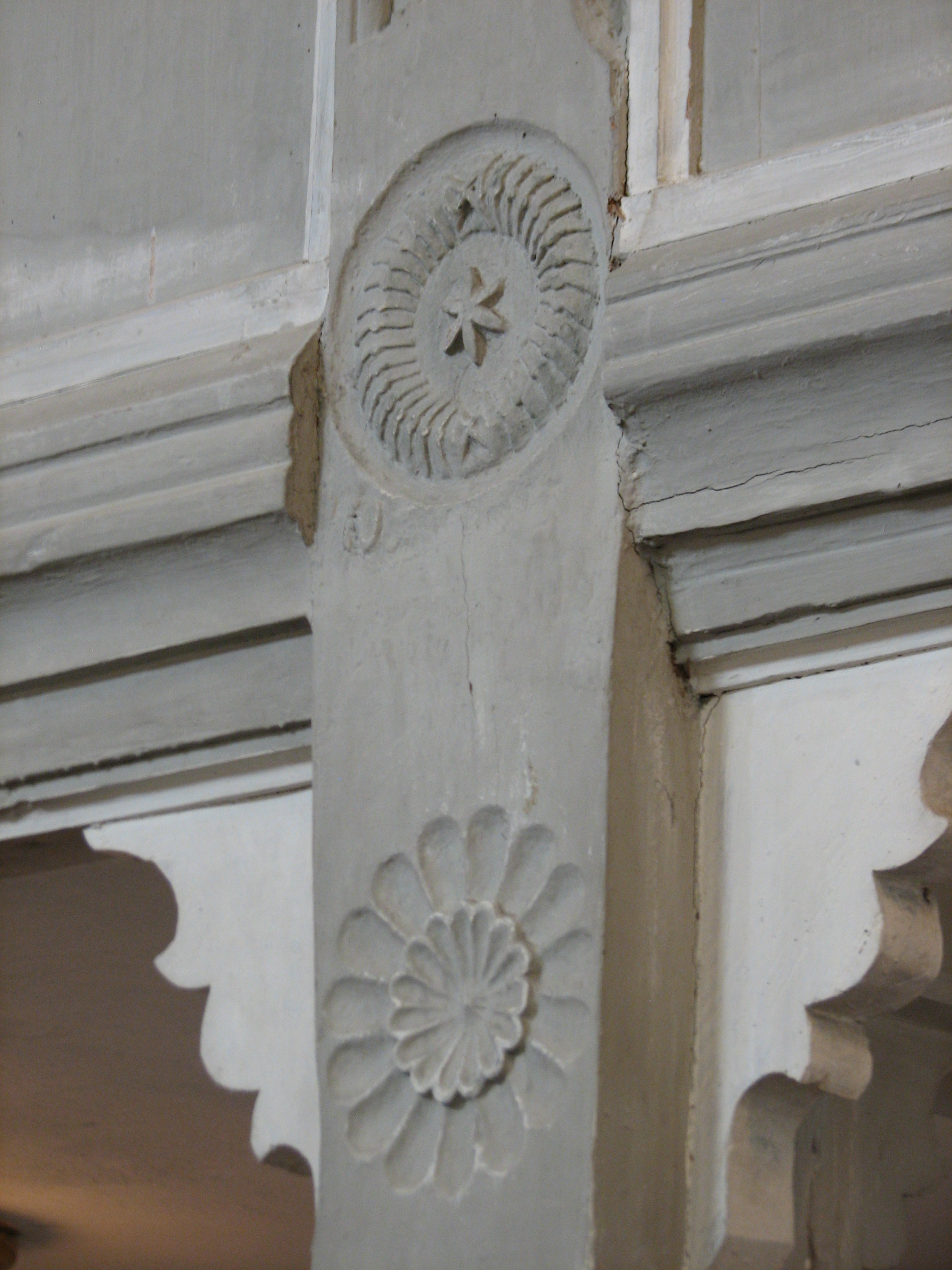
Emporendetail II
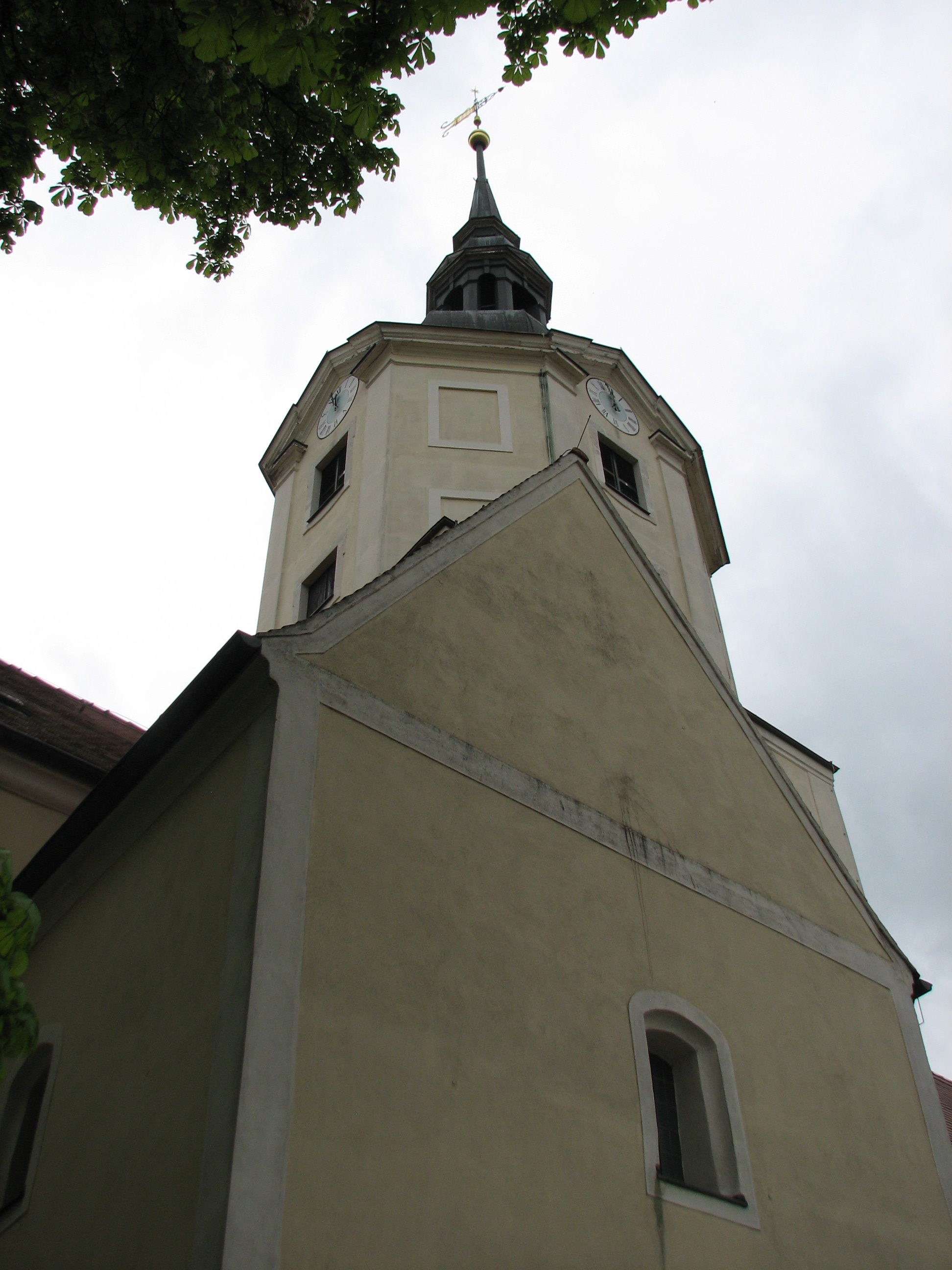
Ein etwas anderer Blick zum Kirchturm
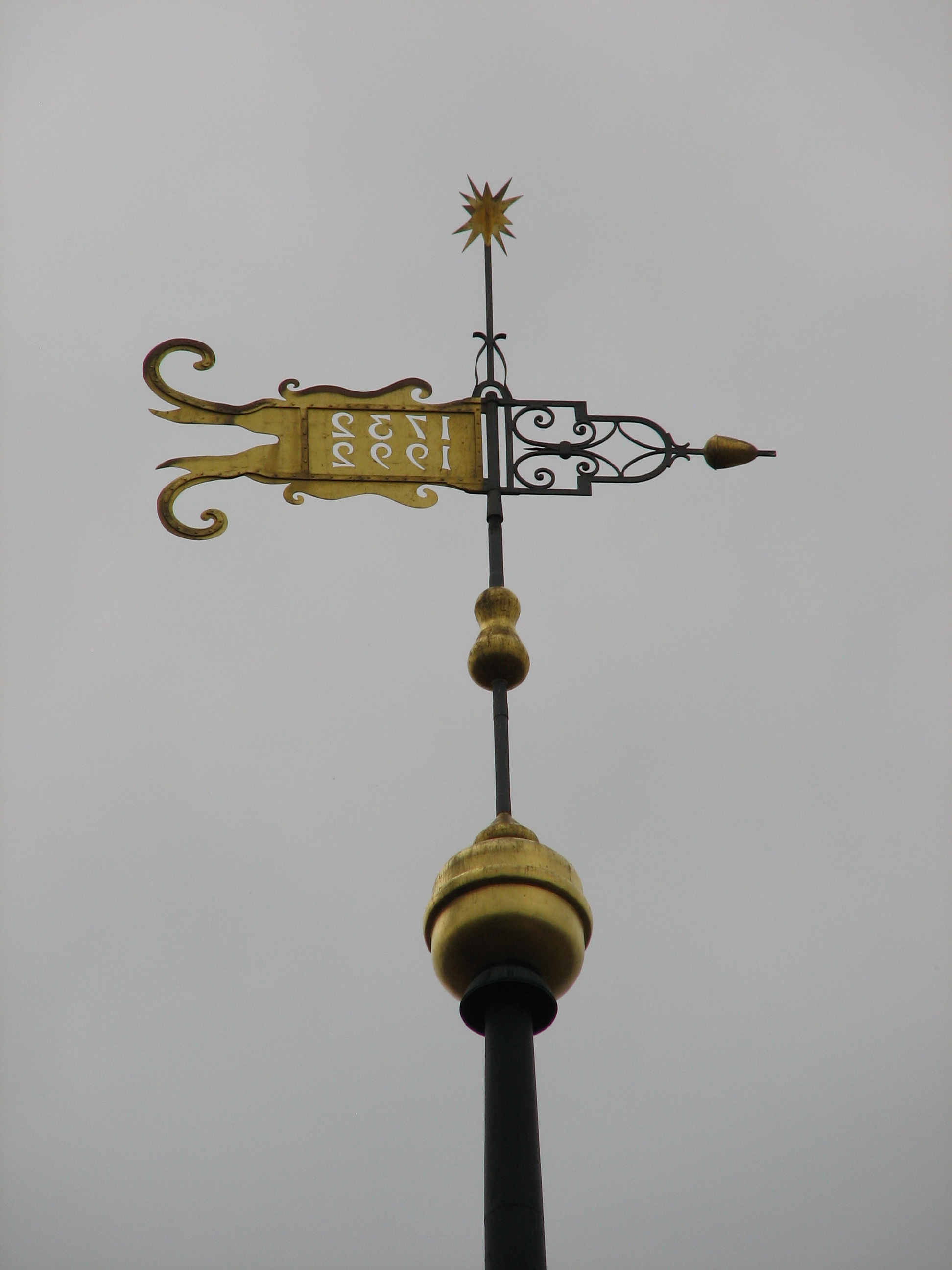
Wetterfahne mit Jahreszahlen
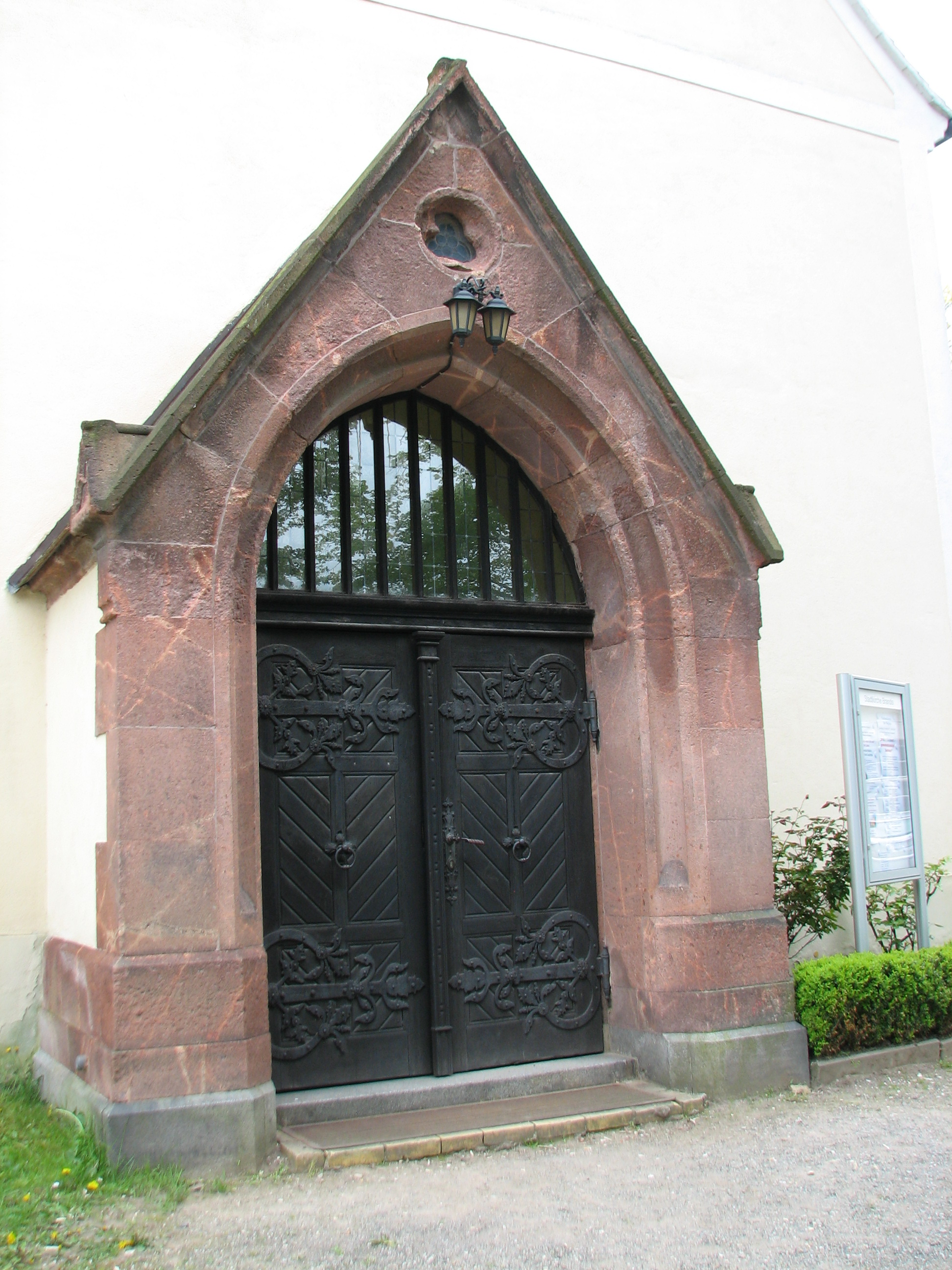
West-Portal
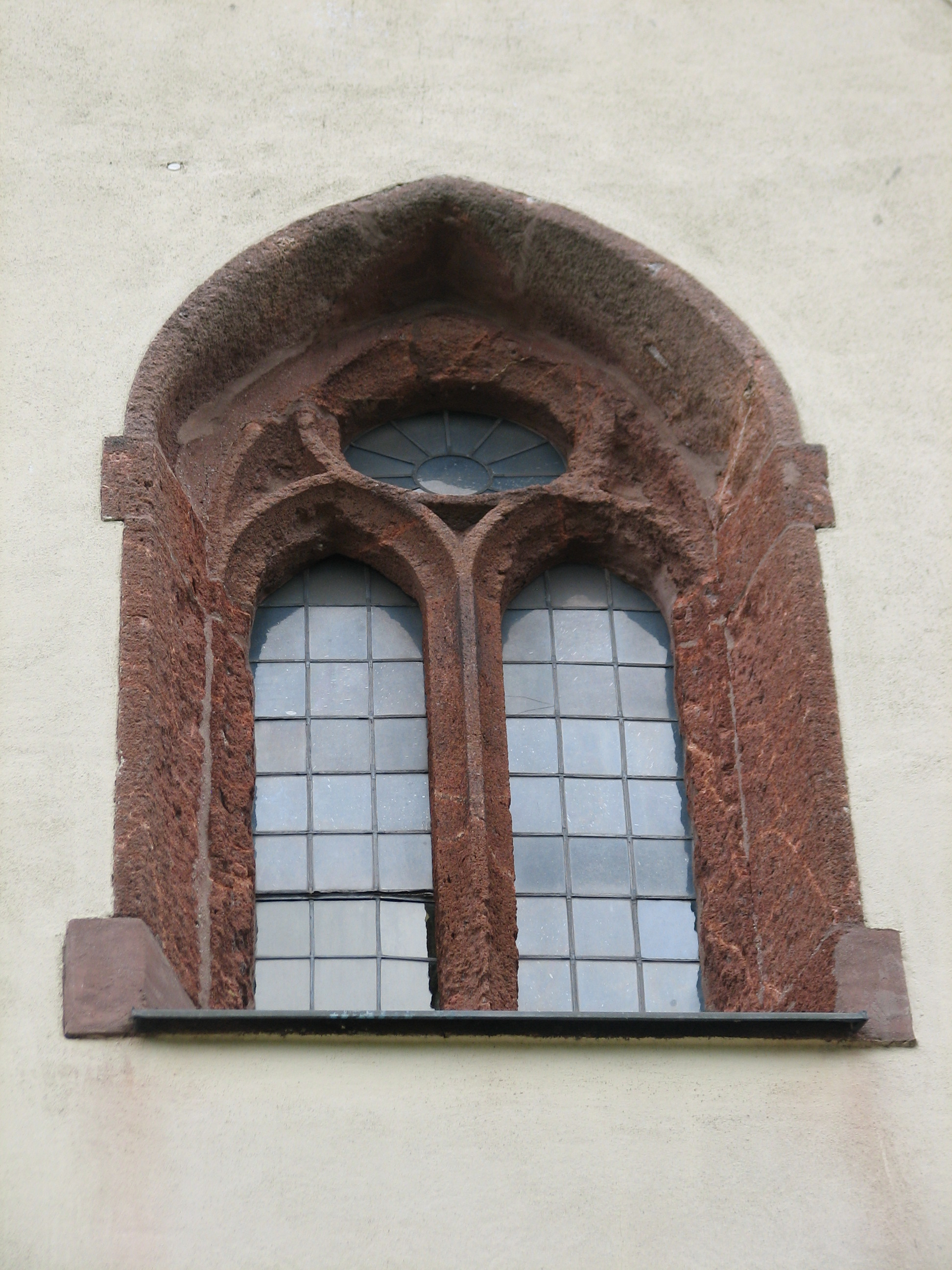
Giebelfenster über dem West-Portal
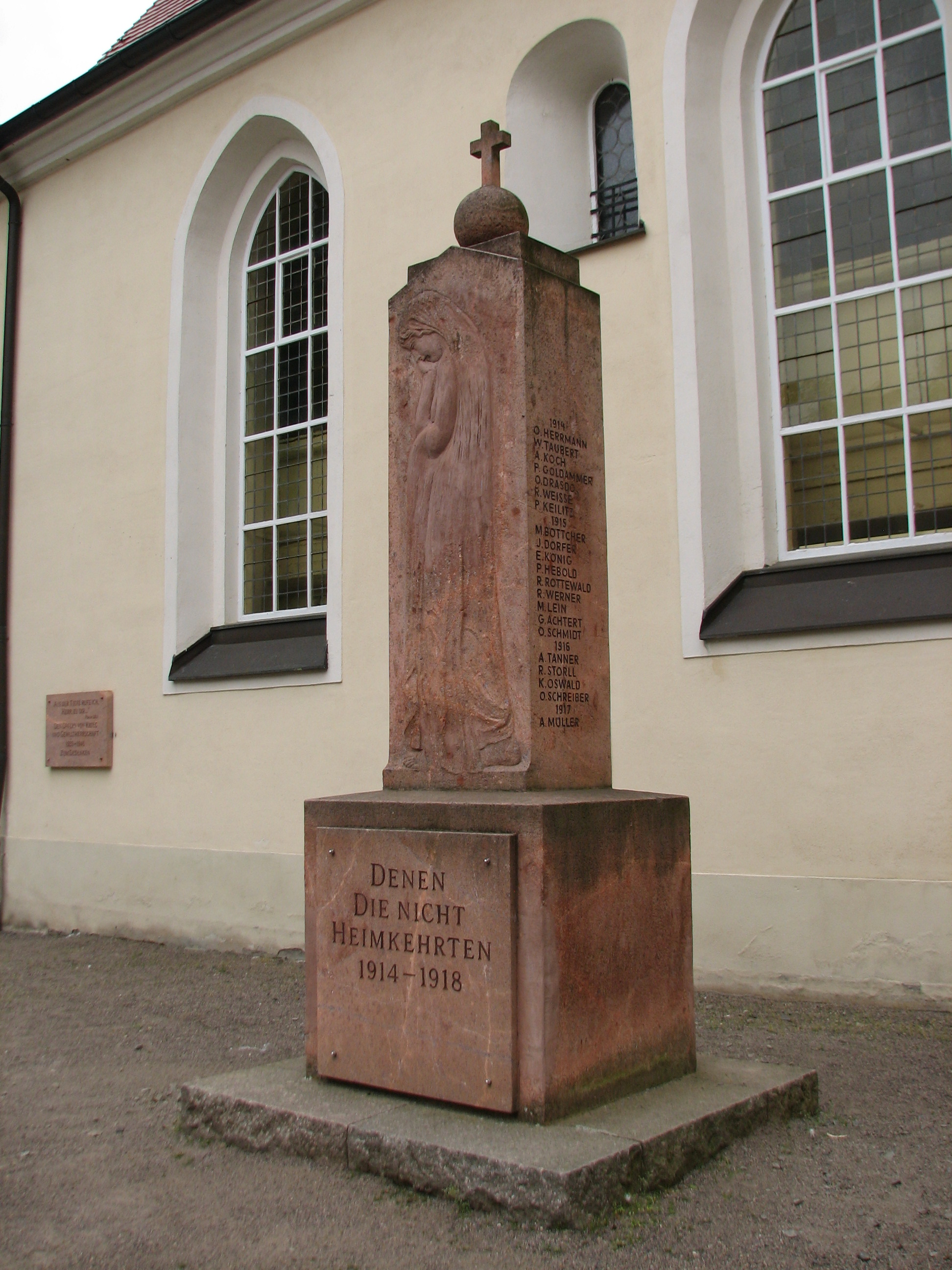
Gedenkstele und -tafeln an der Stadtkirche Brandis

## Varia
- Die zugehörige Kantorei leitet Kantor und Organist Konstantin Heydenreich aus Markkleeberg.[14] Sie beging im Jahr 2024 ihr 140-jähriges Jubiläum.
- Mit der Kirchgemeinde Brandis verbunden ist der Gospelchor Brandis[15], der regelmäßig in der Stadtkirche Brandis konzertiert und kirchliche Veranstaltungen musikalisch begleitet. Chorleiterin ist Annette Erbrich[16][17] aus Leipzig-Sommerfeld.[18] Der Gospelchor gibt auch Konzerte in und um Leipzig[19] – jüngster Höhepunkt war dessen Auftritt beim Gospel-Konzert am 12. November 2023 in der Thomaskirche Leipzig.[20]